# دندان‌تهی
دندان‌تهی (نام علمی: Odocoileus) نام یک سرده از زیرخانواده گوزنیان جهان جدید است.

## گونه‌ها
- استرآهو (Odocoileus hemionus)
- گوزن دم‌سفید (Odocoileus virginianus)